# Olga Benário
Olga Benário, née le 8 février 1908 à Munich et assassinée le 7 avril 1942  dans l'établissement de mise à mort de Bernburg, est une militante communiste allemande d'origine juive, femme de l'homme politique brésilien Luís Carlos Prestes.

## Biographie

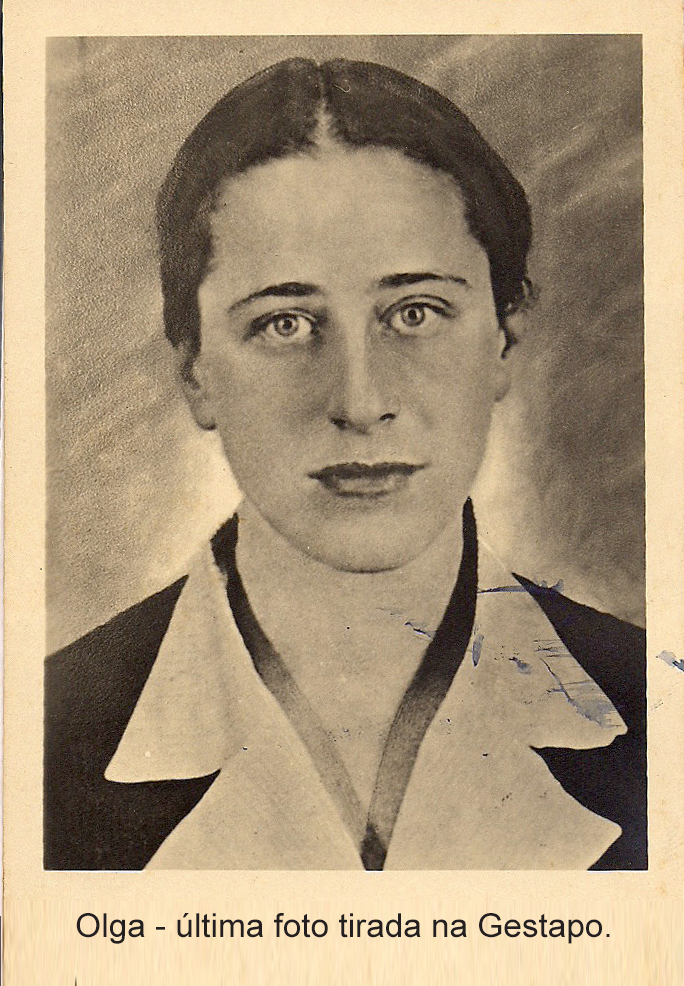
Gestapo

Olga Gutmann Benário naît en Allemagne, à Munich, en 1908. Son père, Leo Benário, est un avocat social-démocrate de renom qui plaide la cause de petites gens, et sa mère, Eugenie Gutmann, est issue d'un milieu juif aisé. Elle a un frère aîné, Otto. À l'âge de 15 ans, Olga est membre d'un mouvement de jeunes communistes. En 1925, elle suit son compagnon Otto Braun à Berlin, où elle travaille pour le Parti communiste d'Allemagne.
En 1930, Otto Braun est accusé de haute trahison et d'espionnage, et incarcéré à la prison de Moabit à Berlin. Olga organise son évasion et tous deux réussissent à fuir en Tchécoslovaquie puis en Union soviétique. Elle fera les gros titres du Berliner Zeitung pour cette évasion.
À Moscou, Olga Benário participe au Ve congrès mondial de la Jeunesse communiste internationale en 1931. Cette même année, elle se sépare d'Otto Braun. En 1934, elle rencontre le communiste brésilien Luís Carlos Prestes, lui aussi réfugié en Union soviétique. Elle est désignée comme son garde du corps pour son retour au Brésil.
Ils traversent l'Europe - passant par Amsterdam, Bruxelles, Paris - pour rejoindre New York, Miami, Santiago, Buenos Aires et enfin le Brésil. Devenus mari et femme et établis à Rio de Janeiro, ils militent activement et participent à l'Aliança Nacional Libertadora (pt) (ANL), interdite bientôt par le gouvernement en place. En 1936, Vargas organise la répression du soulèvement militaire et fait arrêter Prestes et son épouse sur dénonciation. Ses avocats tentent de faire jouer l'Habeas corpus de la cour suprême brésilienne qui interdit l'extradition d'un ressortissant du pays - Olga Benário étant enceinte de Prestes. Pour la justice brésilienne, la loi martiale outrepasse les droits de l'Habeas corpus et l'extradition d'Olga Prestes est justifiée par le danger qu'elle « représente pour la patrie ».
Olga Benário est embarquée de force et conduite à Hambourg où elle est attendue par la Gestapo et aussitôt emprisonnée. Sa fille, Anita Leocádia Prestes, naît en prison le 27 novembre 1936. Au bout de quatorze mois, celle-ci est confiée aux bons soins de sa grand-mère paternelle, Leocadia Prestes,. En 1938, Olga est envoyée au camp de concentration de Lichtenburg, placée en confinement jusqu'à son envoi au camp de Ravensbrück par le premier convoi en 1939. Elle sera finalement assassinée dans une chambre à gaz à Bernburg (Aktion 14f13) en 1942 avec d'autres femmes prisonnières politiques. Elle avait 34 ans.
Sa mère meurt en 1943 au camp de Theresienstadt. Son frère Otto Benário est assassiné le 28 septembre 1944 à Auschwitz.

## Hommages
En République démocratique allemande, des écoles, des jardins d'enfants, des rues ont reçu le nom d'Olga Benario. Avec Hilde Coppi et Liselotte Herrmann, elle symbolise les femmes, assassinées par les nazis, ayant donné naissance à leur enfant à la prison de la Barnimstrasse (de).
Il existe une galerie Olga Benário et une plaque commémorative, créée par l'artiste Gunter Demnig devant la maison où elle habitait à l'angle de l'Innstraße (no 24) et de la Donaustraße à Berlin-Neukölln, le club de cinéma pour la jeunesse Olga Benario à Francfort-sur-l'Oder, une auberge de la jeunesse à Gräfenroda (Thüringe), un sanatorium à Schwedt, une crèche à Sellin sur l'île de Rügen ainsi que des rues notamment à Berlin-Prenzlauer Berg, Jena et Bernbourg (Saale).
Aux côtés de Rosa Thälmann, Olga Körner et Martha Desrumaux, Olga Benário Prestes est l'une des plus importantes prisonnières du camp de concentration de Ravensbrück à avoir été commémorées publiquement lors des célébrations de la libération au Mémorial national de Ravensbrück en RDA.

### Dans la culture populaire
- En 1961, Ruth Werner publie une biographie d'Olga destinée aux enfants[17].
- En 1985 est publié Olga, une biographie d'Olga Benário écrite par l'écrivain brésilien Fernando Morais. La traduction française, intitulée Olga, Juive, Allemande, Révolutionnaire, est publiée par Chandeigne en 2015.
  - En 2004 sort une adaptation cinématographie faite par Jayme Monjardim (pt) de ce roman, Olga ; le film est centré sur son histoire d'amour avec Prestes[18].
- En 2004 également, elle est l'objet d'un documentaire en Allemagne, Olga Benário - Ein Leben für die Revolution[19].
- En 2009, Jorge Antunes crée un opéra sur son histoire[20].
- En janvier 2013, la pièce de théâtre allemande Olga's Room, écrite par Dea Loher, est jouée au théâtre Arcola à Londres[21].